# Rade Veljović
Rade Veljović (Chirilice: Paдe Beљoвић ; n. 9 august 1986, Belgrad, Serbia, RSF Iugoslavia) este un fotbalist sârb care joacă pentru Borac Banja Luka pe postul de atacant. A evoluat în Liga I la CFR Cluj, Unirea Alba-Iulia și FCM Târgu Mureș